# Gustav Schilling
Gustaaf Adolf Schilling (conocido como Guus Schilling; Ámsterdam, 8 de febrero de 1876-Ámsterdam, 16 de enero de 1951) fue un deportista neerlandés que compitió en ciclismo en la modalidad de pista. Ganó una medalla de bronce en el Campeonato Mundial de Ciclismo en Pista de 1901.

## Medallero internacional
| Campeonato Mundial | Campeonato Mundial | Campeonato Mundial | Campeonato Mundial       |
| Año                | Lugar              | Medalla            | Competición              |
| ------------------ | ------------------ | ------------------ | ------------------------ |
| 1901               | Berlín (Alemania)  | Medalla de bronce  | Velocidad individual (P) |